# Judô nos Jogos Pan-Americanos de 2011 - Até 52 kg feminino
A categoria até 52 kg feminino do judô nos Jogos Pan-Americanos de 2011 foi disputada em 29 de outubro no Ginásio do CODE II com 10 judocas, cada uma representando um país.

## Calendário
Horário local (UTC-6).
| Data          | Horário | Fase                |
| ------------- | ------- | ------------------- |
| 29 de outubro | 11:00   | Preliminares        |
| 29 de outubro | 11:16   | Quartas-de-final    |
| 29 de outubro | 12:36   | Repescagem          |
| 29 de outubro | 13:00   | Semifinal           |
| 29 de outubro | 17:00   | Disputa pelo bronze |
| 29 de outubro | 17:16   | Final               |

## Medalhistas
| Ouro   | CUB Yanet Bermoy                         |
| Prata  | BRA Érika Miranda                        |
| Bronze | USA Angelica Delgado COL Yulieth Sánchez |

## Resultados

### Chave
|  | Primeira rodada         | Primeira rodada         | Primeira rodada |  |  | Quartas-de-final        | Quartas-de-final        | Quartas-de-final    |     |                      | Semifinais           | Semifinais        | Semifinais |  |  | Final | Final | Final |
|  |                         |                         |                 |  |  |                         |                         |                     |     |                      |                      |                   |            |  |  |       |       |       |
|  |                         |                         |                 |  |  |                         |                         |                     |     |                      |                      |                   |            |  |  |       |       |       |
|  |                         |                         |                 |  |  | BRA Érika Miranda       | BRA Érika Miranda       | 120                 |     |                      |                      |                   |            |  |  |       |       |       |
|  |                         |                         |                 |  |  | CAN Laurie Wiltshire    | CAN Laurie Wiltshire    | 000                 |     |                      |                      |                   |            |  |  |       |       |       |
|  |                         |                         |                 |  |  |                         |                         |                     |     | BRA Érika Miranda    | BRA Érika Miranda    | 100               |            |  |  |       |       |       |
|  |                         |                         |                 |  |  |                         | ARG Oritia González     | ARG Oritia González | 000 |                      |                      |                   |            |  |  |       |       |       |
|  |                         |                         |                 |  |  | ARG Oritia González     | ARG Oritia González     | 011                 |     |                      |                      |                   |            |  |  |       |       |       |
|  | VEN Anrriquelys Barrios | VEN Anrriquelys Barrios | 001             |  |  | VEN Anrriquelys Barrios | VEN Anrriquelys Barrios | 000                 |     |                      |                      |                   |            |  |  |       |       |       |
|  | MEX Andrea Cárdenas     | MEX Andrea Cárdenas     | 000             |  |  |                         |                         |                     |     |                      | BRA Érika Miranda    | BRA Érika Miranda | 000        |  |  |       |       |       |
|  | USA Angelica Delgado    | USA Angelica Delgado    | 100             |  |  |                         | CUB Yanet Bermoy        | CUB Yanet Bermoy    | 101 |                      |                      |                   |            |  |  |       |       |       |
|  | HAI Linouse Desravine   | HAI Linouse Desravine   | 000             |  |  | USA Angelica Delgado    | USA Angelica Delgado    | 001                 |     |                      |                      |                   |            |  |  |       |       |       |
|  |                         |                         |                 |  |  | COL Yulieth Sánchez     | COL Yulieth Sánchez     | 000                 |     |                      |                      |                   |            |  |  |       |       |       |
|  |                         |                         |                 |  |  |                         |                         |                     |     | USA Angelica Delgado | USA Angelica Delgado | 000               |            |  |  |       |       |       |
|  |                         |                         |                 |  |  |                         | CUB Yanet Bermoy        | CUB Yanet Bermoy    | 100 |                      |                      |                   |            |  |  |       |       |       |
|  |                         |                         |                 |  |  | CUB Yanet Bermoy        | CUB Yanet Bermoy        | 101                 |     |                      |                      |                   |            |  |  |       |       |       |
|  |                         |                         |                 |  |  | PER Lesly Huamán        | PER Lesly Huamán        | 000                 |     |                      |                      |                   |            |  |  |       |       |       |
|  |                         |                         |                 |  |  |                         |                         |                     |     |                      |                      |                   |            |  |  |       |       |       |

### Repescagem
| Primeira rodada         | Primeira rodada |  |  | Semifinais              | Semifinais |  |  | Disputas pelo bronze | Disputas pelo bronze |
|                         |                 |  |  |                         |            |  |  |                      |                      |
| CAN Laurie Wiltshire    |                 |  |  |                         |            |  |  | CAN Laurie Wiltshire | 000                  |
|                         |                 |  |  |                         |            |  |  | USA Angelica Delgado | 001                  |
|                         |                 |  |  | CAN Laurie Wiltshire    | 110        |  |  |                      |                      |
|                         |                 |  |  | VEN Anrriquelys Barrios | 000        |  |  |                      |                      |
| VEN Anrriquelys Barrios |                 |  |  |                         |            |  |  |                      |                      |
|                         |                 |  |  |                         |            |  |  |                      |                      |
|                         |                 |  |  |                         |            |  |  |                      |                      |
| HAI Linouse Desravine   | 000             |  |  |                         |            |  |  | COL Yulieth Sánchez  | 100 GS               |
| COL Yulieth Sánchez     | 100             |  |  |                         |            |  |  | ARG Oritia González  | 010                  |
|                         |                 |  |  | COL Yulieth Sánchez     | FG         |  |  |                      |                      |
|                         |                 |  |  | PER Lesly Huamán        |            |  |  |                      |                      |
| PER Lesly Huamán        |                 |  |  |                         |            |  |  |                      |                      |
|                         |                 |  |  |                         |            |  |  |                      |                      |